# Första Timotheosbrevet
Första Timotheosbrevet är en av de kanoniska skrifterna som ingår i Nya Testamentet. Brevet räknas till pastoralbreven som betraktas som pseudepigrafiska. Påståendet i skriften att det är ett brev skrivet av aposteln Paulus (1 Tim 1:1) till Timotheos (1 Tim 1:2) är vida ifrågasatt. [källa behövs]

## Bakgrund
Efter sin fångenskap i Rom reste Paulus under några år runt och besökte flera av de församlingar som han hade varit med och startat. När han kom till Efesos för att besöka församlingen, upptäckte han att den hade blivit influerad av villoläror (1 Tim 1:6–7) (Bland annat gnostisicmen hade vunnit starkt fäste i staden). Troligtvis hade även församlingen i Efesos, i likhet med församlingen i Kolossai influerats av läran att man var tvungen att ha änglarna på sin sida för att få kontakt med Gud. Paulus fann det nödvändigt att lämna kvar Timotheos i Efesos, för att denne skulle se till att församlingen inte kom på villovägar, utan höll sig till den lära som Paulus från början hade förkunnat för dem, att räddningen kommer av tron på Jesus (1 Tim 1:3).

## Upplägg
Av manuskriptet framgår att Timotheos var mycket ung när han lämnades kvar i Efesos. Brevet är skrivet dels som personlig uppmuntran till Timotheos (se bland annat 1 Tim 4:12), dels som en praktisk handbok i det församlingsarbete han stod inför.
Brevet kan delas in i tre huvudavsnitt.
1. Undervisning om den rätta läran. (1 Tim 1:1–20)
- Hur Timotheos genom undervisning och livssätt skulle bevara den rätta tron.
- Hur Timotheos skulle gå emot villolärare.

2. Undervisning om församlingens roll. (1 Tim 2:1–3:16)
- Här uppmanar Paulus till exempel församlingen att be för makthavarna och för varandra, och att de ska visa respekt och hänsyn när de gör det.
- Han gör också klart att kvinnan är underordnad mannen, att hon ska hålla sig "tyst och stilla", och att hon inte får bestämma över mannen.
- Neofyter (nydöpta) fick inte inneha kyrkliga ämbeten

3. Undervisning för ledare. (1 Tim 4:1–6:21)
- Här lyfter Paulus bland annat fram de höga krav som ställs på församlingsledarna.